# Унуче
У породици унуче је „дететово“ дете ако је мушко онда је унук а ако је женско унука. У већини друштава, породица је главна институција за социјализацију деце. Као основну јединицу за подизање деце, антрополози генерално класифицира већину породичних организација као матрифокалне (мајка и њена деца); брачне (супруга, њен муж и деца, а такође се названа елементарном породицом); авунцуларне (на пример, деда, брат, његова сестра и њена деца); или проширене (родитељи и деца живе заједно са другим члановима породице једног родитеља). Сексуални односи међу члановима регулисани су правилима која се односе на инцест, као што је табу инцеста.
Породица (од лат. familia) је група људи који су повезани по крвном сродству (по признатом рођењу) или по афинитету (браком или другом сродством). Сврха породице је да одржава добробит својих чланова и друштва. У идеалном случају, породице нуде предвидљивост, структуру и сигурност док чланови сазревају и уче да учествују у заједници. Историјски гледано, већина људских друштава користи породицу као примарни локус везивања, неговања и социјализације.

## Терминологија сродства

### Степени сродства
Рођак прво реда је онај који дели 50% ДНК путем директно наслеђивања, као што је пун брат/сестра, родитељ или потомство. Постоји још једна мера степена сродства, која се одређује бројањем генерација до првог заједничког претка и назад до циљног појединца, која се користи за разне генеалошке и правне сврхе.
| Сродство                                 | Степен сродства по коефицијенту | Коефицијент сродства | Степен сродства бројањем генерација до заједничког претка |
| ---------------------------------------- | ------------------------------- | -------------------- | --------------------------------------------------------- |
| Идентични близанци                       | 0                               | 100%                 | други степен                                              |
| Брат/сестра                              | први степен                     | 50% (2×2−2)          | други степен                                              |
| Родитељ-потомство                        | први степен                     | 50% (2−1)            | први степен                                               |
| Half-sibling                             | други степен                    | 25% (2−2)            | други степен                                              |
| Деда/баба или унук/унука                 | други степен                    | 25% (2−2)            | други степен                                              |
| Нећака/нећак/тетта/ујак                  | други степен                    | 25% (2×2−3)          | трећи степен                                              |
| Полу нећака/нећак/тетта/ујак             | трећи степен                    | 12,5% (2−3)          | трећи степен                                              |
| Први рођак (брат/сестра од тетке/стрица) | трећи степен                    | 12,5% (2×2−4)        | четврти степен                                            |
| Полу-први рођак                          | четврти степен                  | 6,25% (2−4)          | четврти степен                                            |
| Прадеда/прабаба                          | трећи степен                    | 12,5% (2−3)          | трећи степен                                              |
| Братић, братучед, теткић                 | пети степен                     | 6,25% (2⋅2−5)        | пети степен                                               |
| Други рођак                              | шести степен                    | 3,125% (2−6+2−6)     | шести степен                                              |